# Oxyna variabilis
Oxyna variabilis är en tvåvingeart som beskrevs av Chen 1938. Oxyna variabilis ingår i släktet Oxyna och familjen borrflugor. Inga underarter finns listade i Catalogue of Life.